# Алып-Ана
Алып-Ана — культово-погребальный комплекс, памятник архитектуры. Расположен в 10 км к юго-востоку от железнодорожной станции Алып-Ана, на реке Сагыз, на границе Актобинской и Атырауской области. Исследован в 1979—1980 годах экспедицией объединения «Казреставрация» (руководитель С.И. Аджигалиев). Различные письменные источники сообщают о том, что здесь захоронена сильная и храбрая женщина-исполин (алып). Некоторые легенды гласят, что Алып-Ана была женой известного в степи Баба Тукти Шашты Азиза. Археологические исследования обнаружили остатки средневекового кумбеза XIV—XVI веков. Сам комплекс относится ко второй половине XIX — начале XX века. Материал строений — известковый камень и песок. Алып-Ана состоит из небольших кумбезов из обожжённого кирпича и многочисленных кулпытасов (надгробных памятников-стел) различной сохранности.